# Savvas Tsampourīs
Savvas Tsampourīs (in greco Σάββας Τσαμπούρης?; Atene, 16 luglio 1986) è un ex calciatore greco, di ruolo centrocampista.

## Carriera
Ha giocato nella massima serie dei campionati greco e cipriota.